# Ippasanama
Ippasanama o Ippaššana era una ciutat hitita situada a l'est de Kanish, al sud del riu Marasanda, on van arribar els kashka en la seva expedició al sud cap a l'any 1300 aC en temps del rei Hattusilis III.
Van saquejar la regió, on no van trobar resistència de la part dels hitites, ja que estava despoblada.